# Telipogon schmidtchenii
Telipogon schmidtchenii är en orkidéart som beskrevs av Heinrich Gustav Reichenbach och Friedrich Fritz Wilhelm Ludwig Kraenzlin. Telipogon schmidtchenii ingår i släktet Telipogon och familjen orkidéer.
Artens utbredningsområde är Colombia. Inga underarter finns listade i Catalogue of Life.